# IC 3412
IC 3412 ist eine Zwerggalaxie vom Hubble-Typ Irr? im Sternbild Jungfrau am Nordsternhimmel. Sie ist schätzungsweise 30 Millionen Lichtjahre von der Milchstraße entfernt und hat einen Durchmesser von etwa 5.000 Lichtjahren. Die Galaxie wird unter der Katalognummer VCC 1179 als Mitglied des Virgo-Galaxienhaufens aufgeführt.

Im selben Himmelsareal befinden sich u. a. die Galaxien NGC 4442, IC 793, IC 3374, IC 3383.
Das Objekt wurde am 23. Februar 1900 vom deutschen Astronomen Arnold Schwassmann entdeckt.